# Pteronymia nubivaga
Pteronymia nubivaga is een vlinder uit de familie Nymphalidae. De wetenschappelijke naam van de soort is voor het eerst geldig gepubliceerd in 1947 door Richard M. Fox.